# Pseudister laterimarginatus
Pseudister laterimarginatus är en skalbaggsart som beskrevs av Heinrich Bickhardt 1920. Pseudister laterimarginatus ingår i släktet Pseudister och familjen stumpbaggar. Inga underarter finns listade i Catalogue of Life.